# براه‌موس
براه‌موس (انگلیسی: BrahMos) شرکت هوافضای هندی است، که در سال ۱۹۹۸ تأسیس شد.